# 패트릭 피체트

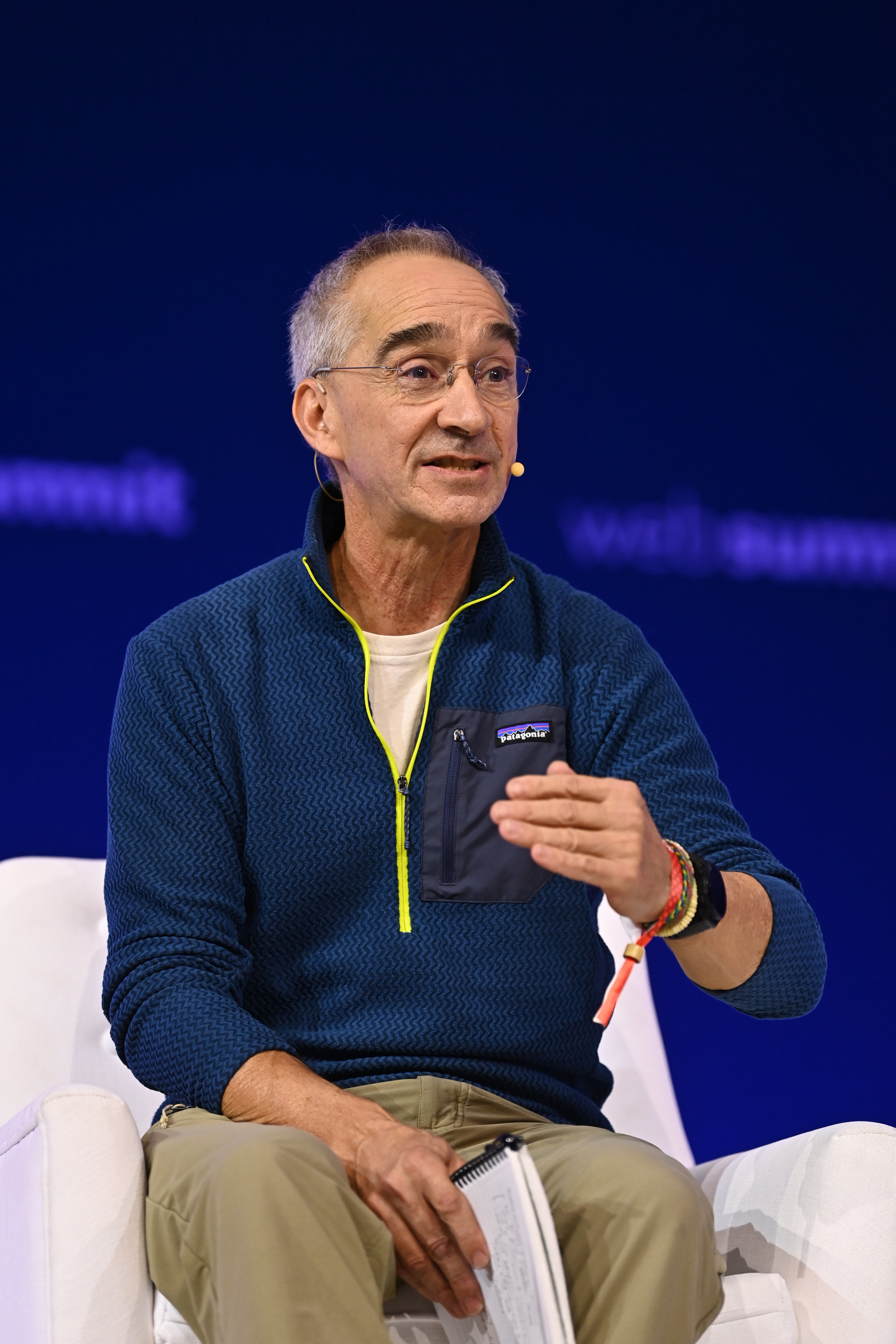

패트릭 피체트(Patrick Pichette, CQ)는 2008년부터 2015년까지 구글의 수석 부사장 겸 최고재무책임자(CFO)를 역임한 캐나다 기업 임원이자 벤처 캐피탈리스트이다. 그 후 벤처 캐피털 펀드 매니저가 되었으며 여러 회사 및 재단의 이사를 역임했다.

## 어린 시절과 교육
피체트는 퀘벡주 몬트리올에서 태어나고 자랐다. 몬트리올 퀘백대학교(1987)에서 경영학 학사 학위를, 옥스포드 대학의 펨브로크 칼리지에서 철학, 정치 및 경제학 석사 학위를 받았다. 로즈 장학금을 받았다.